# Italie au Concours Eurovision de la chanson 1977
L'Italie a participé au Concours Eurovision de la chanson 1977 le 7 mai à Londres. C'est la 22e participation italienne au Concours Eurovision de la chanson.
Le pays est représenté par la chanteuse Mia Martini et la chanson Libera, sélectionnées en interne par la Radiotelevisione Italiana (RAI).

## Sélection
Le radiodiffuseur italien, la Radiotelevisione Italiana, choisit l'artiste et la chanson en interne pour représenter l'Italie au Concours Eurovision de la chanson 1977.
| Artiste     | Chanson | Langue  | Traduction |
| ----------- | ------- | ------- | ---------- |
| Mia Martini | Libera  | Italien | Libre      |

Lors de cette sélection, c'est la chanson Libera, interprétée par Mia Martini, qui fut choisie. Le chef d'orchestre sélectionné pour l'Italie à l'Eurovision 1977 est Maurizio Fabrizio.

## À l'Eurovision

### Points attribués par l'Italie
| 12 points | Monaco      |
| 10 points | France      |
| 8 points  | Irlande     |
| 7 points  | Espagne     |
| 6 points  | Allemagne   |
| 5 points  | Norvège     |
| 4 points  | Suisse      |
| 3 points  | Portugal    |
| 2 points  | Royaume-Uni |
| 1 point   | Grèce       |

### Points attribués à l'Italie
| 12 points | 10 points | 8 points               | 7 points                      | 6 points |
| --------- | --------- | ---------------------- | ----------------------------- | -------- |
|           |           | - Irlande              | - France                      | - Monaco |
| 5 points  | 4 points  | 3 points               | 2 points                      | 1 point  |
|           |           | - Allemagne - Portugal | - Espagne - Finlande - Suisse |          |

Mia Martini interprète Libera en 15e position, suivant l'Espagne et précédant la Finlande. Au terme du vote final, l'Italie termine 13e sur 18 pays avec 33 points,.